# Ralph Heskett

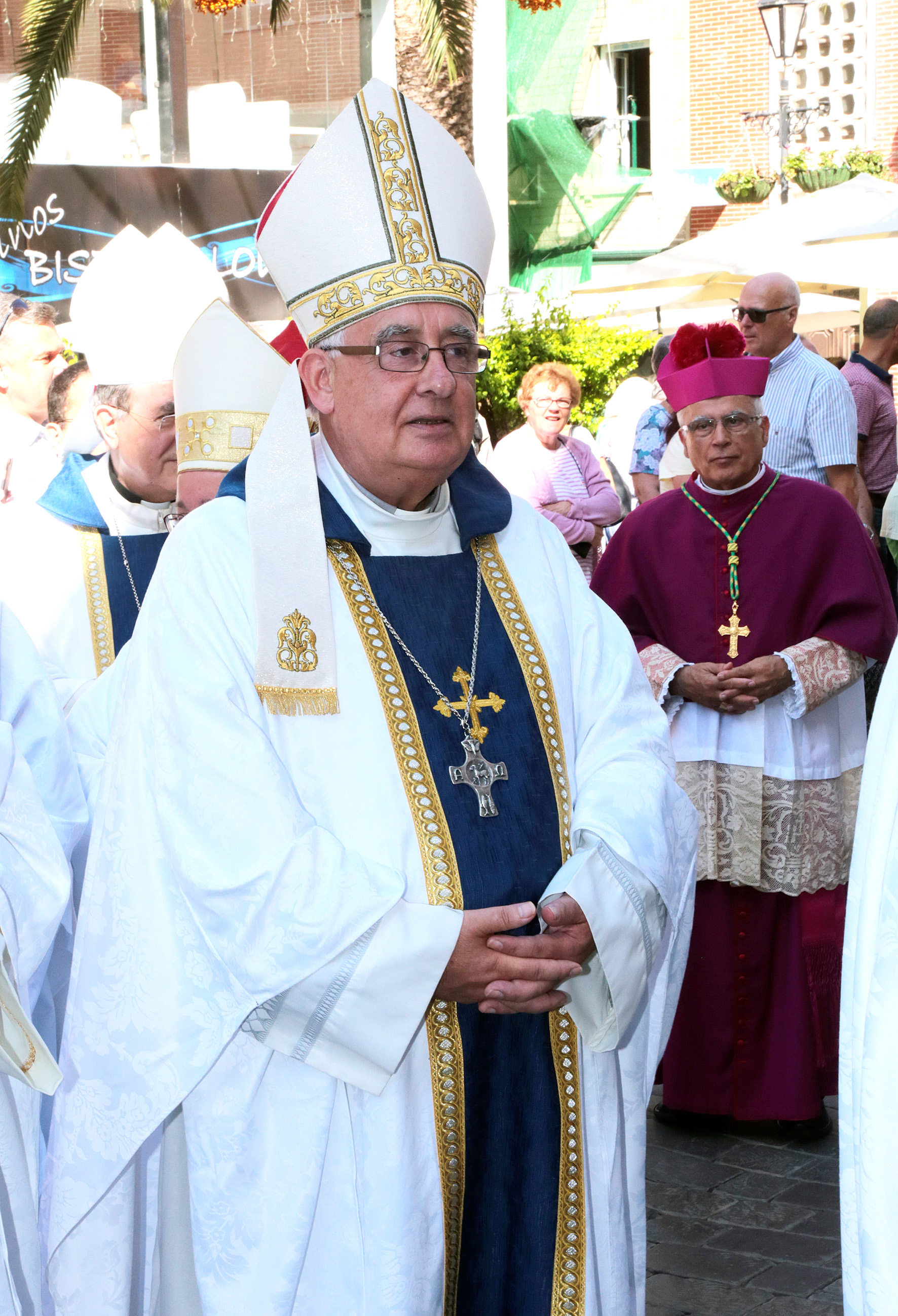
Bischof Heskett (2016).

Ralph Heskett, CSsR (* 3. März 1953 in Sunderland, Vereinigtes Königreich) ist ein römisch-katholischer Geistlicher und Bischof von Hallam.

## Leben
Heskett trat nach seiner Schulausbildung in die Ordensgemeinschaft der Redemptoristen ein. Er legte die ersten Ordensgelübde am 28. August 1971 ab; die Ewige Profess erfolgte am 30. August 1974. Am 10. Juli 1976 empfing Ralph Heskett die Priesterweihe. Er war zunächst in Perth tätig. 1980 wechselte er an die Erdington Abbey in Birmingham, wo er die Aufgabe des Missionars und Exerzitienleiters mit der des Ausbildungsleiters der Londoner Provinz verband. 1984 kehrte Heskett nach Perth zurück, zunächst als Leiter des Missionsteams, später als Rektor der Kommunität und Leiter des Exerzitienhauses. 1990 wurde er Pfarrer in Liverpool. Nach einem Sabbatical 1996 wurde Heskett Novizenmeister. 1999 übernahm er die Pfarrstelle von St. Marien in Clapham. 2008 kehrte er nach Liverpool zurück und widmete sich der Tätigkeit als Missionar und Leiter von Einkehrtagen.
Am 18. März 2010 ernannte Papst Benedikt XVI. Ralph Heskett zum Bischof von Gibraltar. Die Bischofsweihe spendete ihm Michael George Bowen, Alterzbischof von Southwark, am 10. Juli desselben Jahres; Mitkonsekratoren waren der Bischof von Menevia, Thomas Matthew Burns SM, und sein Amtsvorgänger, Bischof Charles Caruana.
Ralph Heskett wurde 2010 in den Ritterorden vom Heiligen Grab zu Jerusalem investiert. Er war von 2010 bis 2017 Großprior der 1985 als Magistraldelegation gegründeten Statthalterei des Ritterordens vom Heiligen Grab zu Jerusalem in Gibraltar.
Papst Franziskus ernannte ihn am 20. Mai 2014 in Nachfolge von John Rawsthorne zum Bischof von Hallam mit Sitz in Sheffield. Die Amtseinführung fand am 10. Juli desselben Jahres statt.